# Xã Harrison, Quận Union, Indiana
Xã Harrison (tiếng Anh: Harrison Township) là một xã thuộc quận Union, tiểu bang Indiana, Hoa Kỳ. Năm 2010, dân số của xã này là 416 người.